# Out of the Great Depression
Out of the Great Depression ist das zweite Studioalbum von Matt Roehr. Es erschien am 5. März 2010 als 52-seitiges Mini-Earbook bei edel.

## Musikstil und Inhalt
Die Lieder des Albums sind von vielfältigen Einflüssen geprägt. Zeitloser Rock mit Einflüssen von Soul, Blues, Funk und Country. Auch ist das Video zur Single Fuel into the Fire auf der CD enthalten. Auf dem 52-seitigen Buch findet man neben den Texten zu den Liedern auch einen persönlichen Text von Matt Roehr zum Thema Depression.

## Covergestaltung
Das Cover ist in Blau und Schwarz gehalten. Oben steht in kleiner weißer Schrift Out of the Great Depression sowie am unteren Rand Matt Roehr und Friends & Relatives. In der Mitte ist ein Porträt von Matt Roehr zu sehen.

## Titelliste
| #  | Titel                    | Länge |
| -- | ------------------------ | ----- |
| 1  | Yard House Nights        | 2:12  |
| 2  | You Ain’t Me             | 3:52  |
| 3  | Perfect Days             | 4:03  |
| 4  | Come Down Hard           | 4:05  |
| 5  | Fuel into the Fire       | 4:05  |
| 6  | Cancion de la Esperanza  | 0:51  |
| 7  | Come On In               | 4:38  |
| 8  | Bet on Tomorrow          | 4:50  |
| 9  | The Hook                 | 3:45  |
| 10 | There Ain’t Nobody       | 6:07  |
| 11 | Dead Cat Bounce          | 3:56  |
| 12 | Pretty Things            | 4:07  |
| 13 | Practice What You Preach | 4:00  |
| 14 | Canción Para Una Belleza | 4:51  |
| 15 | Tgif                     | 3:29  |

## Singles
Als Single wurde der Song Fuel into the Fire ausgekoppelt. Das Lied konnte sich, ebenso wie das Album, nicht in den deutschen Charts platzieren.